# Littérature chilienne

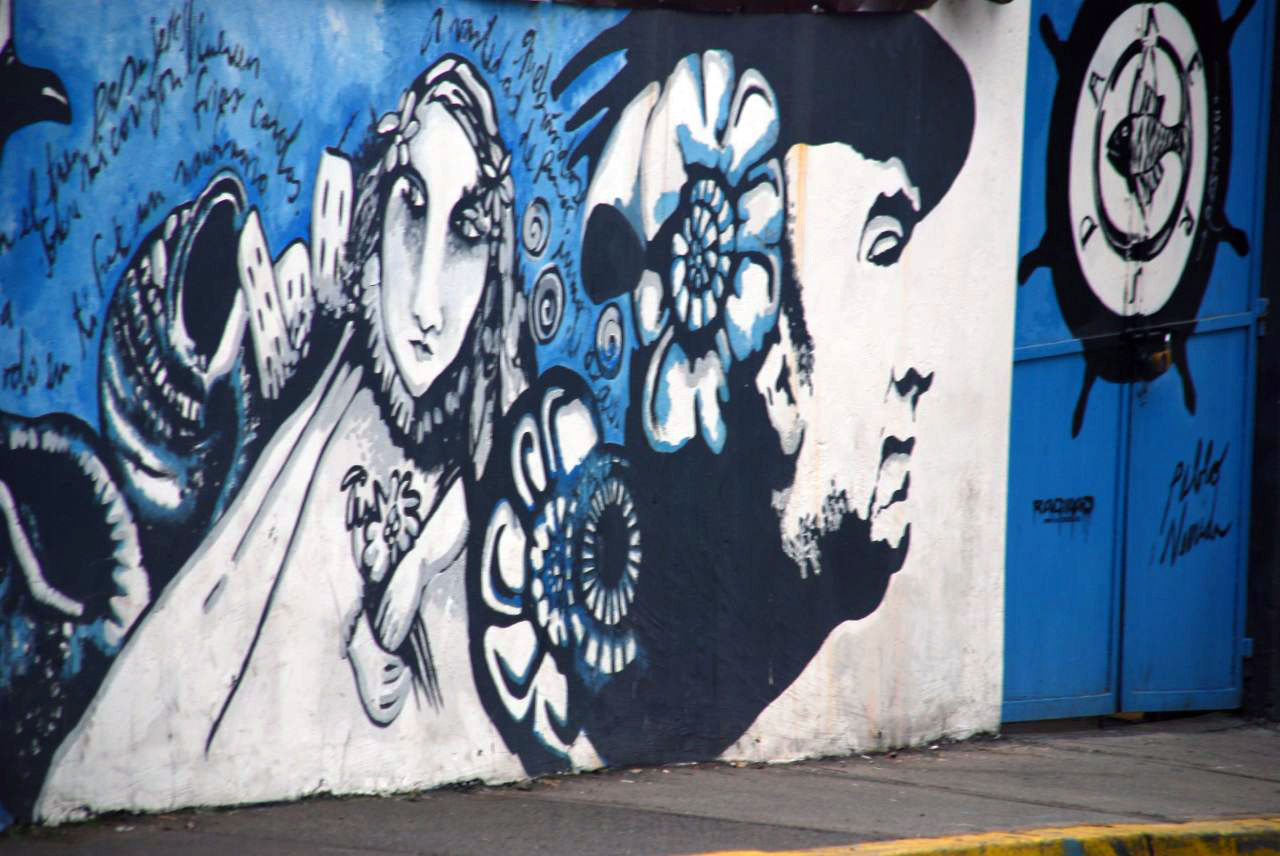
Fresque à Santiago en hommage à Pablo Neruda

La littérature chilienne fait référence à toutes les productions littéraires écrites par des écrivains originaires du Chili. Elle est généralement écrite en espagnol. La population chilienne, estimée à 1 million vers 1800, est d'environ 20 millions en 2024.

## Avant (et depuis) la conquête
Les peuples amérindiens ont vraisemblablement eu une littérature orale.
Les Mapuches écrivent désormais leur langue mapudungun en alphabet latin.
Des efforts sont réalisés pour maintenir une culture mapuche, au moins dans les deux langues. La poésie mapuche contemporaine existe : Lorenzo Aillapán (1940-), Emilio Antilef, Elicura Chihuailaf (1952-), Rosendo Huenumán García (1935-), Jaime Luis Huenún (1967-), Leonel Lienlaf (1969-), Graciela Huinao (1956-)...

## Les origines

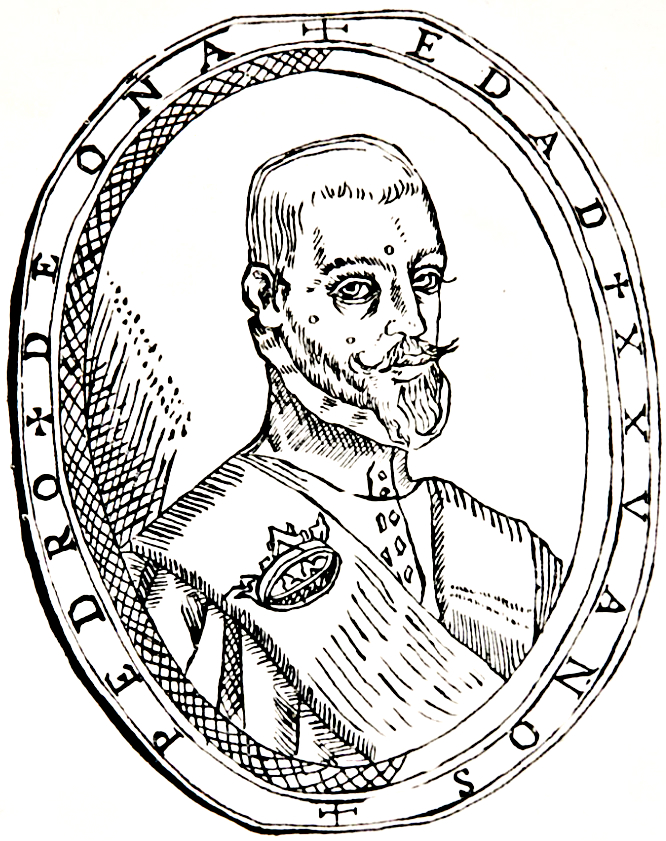
Pedro de Oña

La littérature chilienne, en espagnol, s'est constituée en premier lieu à travers la Conquête du Chili menée à bien par l'Empire espagnol au XVIe siècle dans les territoires appartenant actuellement au Chili. Les conquistadors emmenaient avec eux des chroniqueurs européens chargés de décrire les événements importants de la conquête afin de rendre compte à la couronne espagnole de la façon dont se déroulaient les opérations. 
Dans ce contexte, on note plus particulièrement Alonso de Ercilla et son poème épique La Araucana, publiée en Espagne en 1569, 1578 y 1589, qui relate la lutte entre l'Empire espagnol et le peuple mapuche, que l'on désigne sous le nom de Guerre d'Arauco,. Une autre œuvre décrit ce conflit : Arauco Domado, publiée en 1596 sous la plume de Pedro de Oña, le premier poète né au Chili. Ces deux œuvres ont été écrites pour un public espagnol.
Plus tard, pendant la période coloniale et jusqu'au XIXe siècle, on remarque le travail littéraire accompli par les religieuses des couvents chiliens, qui se caractérisent par une abondante production de lettres spirituelles, journaux, autobiographies et épistolaires. Les principales représentantes de cette production littéraire sont Sor Tadea García de la Huerta, Úrsula Suárez et Sor Josefa de los Dolores Peña y Lillo Barbosa.
Même si la pratique de l'écriture est introduite dès l'arrivée de l'Empire espagnol, la lecture reste une pratique minoritaire au sein de la société chilienne. Les choses commencent à changer à partir de 1840, quand un groupe d'intellectuels promeut la formation d'une société de lecture basée sur une vision de la lecture comme outil efficace pour construire une nation civilisée.
- Littérature coloniale du Chili (es)

- Pedro de Valdivia (1497-1553)
- Pedro de Viscarra (1502-1579)
- Alonso de Góngora Marmolejo (1523-1576)
- Pedro Mariño de Lobeira (1528-1594)
- Alonso de Ercilla (1533-1594), La Araucana (1569-1589)
- Francisco de Quiñónez (1540-1606)
- Alonso de Sotomayor y Valmediano (conquistador, 1545-1610)
- Jerónimo de Vivar (conquistador, ?-?)
- Fernando Álvarez de Toledo (conquistador, 1550-1633)
- Diego Arias de Saavedra (1558-1627), Purén indómito
- Pedro de Oña (1570-1643), Arauco Domado (1596)
- Alonso de Briceño (1587-1668)
- Diego de Rosales (1601-1677)
- Alonso de Ovalle (1603-1651)
- Francisco Núñez de Pineda y Bascuñán (1607-1682)
- Úrsula Suárez (1666-1747)
- Miguel de Olivares (jésuite, 1672-1713)
- José Perfecto de Salas (1708-1778)
- Manuel Lacunza (1731-1801)
- Josefa de los Dolores Peña y Lillo (1739-1823)
- Juan Ignacio Molina (1740-1829)
- Vicente Carvallo y Goyeneche (1742-1816)
- Felipe Gómez de Vidaurre
- Sor Tadea de San Joaquín (1755-1827)
- Camilo Henríquez (1769-1825),Aurora de Chile', périodique 1812-1813
- José Miguel Infante (1778-1844)
- Antonio José de Irisarri (1786-1868)
- Sor María Jacinta (1793-1840)

## Histoire

### Le Romantisme
Suivant l'analyse du critique littéraire Cedomil Goic, le romantisme au Chili peut être divisé en trois générations littéraires : celles de 1837, 1852 et 1867.
La génération littéraire de 1837, également appelée génération costumbrista, se caractérise par le développement d'un costumbrismo (littérature centrée sur la peinture de mœurs) qui met l'accent sur le pittoresque et le réalisme en les abordant sous un angle critique et satirique. Cette génération compte comme principaux représentants Mercedes Marín del Solar (1804-1866), Vicente Pérez Rosales et José Joaquín Vallejo.
La génération littéraire de 1842, également appelée génération romantico-sociale, se caractérise par une attitude plus radicale que la vision libérale de la génération précédente, présentant le passé comme un exemple pour mieux amender le présent. Les auteurs marquants de cette génération sont José Victorino Lastarria, Salvador Sanfuentes, Martín Palma, Eusebio Lillo, Guillermo Matta et Guillermo Blest Gana.
La génération littéraire de 1867, également appelée génération réaliste, se caractérise par un point de vue plus proche du réalisme que les générations précédentes. Son principal représentant est Alberto Blest Gana avec son roman Martín Rivas où il brosse un portrait de la société chilienne de la fin du XIXe siècle tout en incorporant les éléments romantiques caractéristiques de ses premières œuvres. Autres auteurs marquants : Daniel Barros Grez, Eduardo de la Barra, Zorobabel Rodríguez, José Antonio Soffia et Liborio Brieba.
Né des idéaux néoclassiques sur l'art, le romantisme chilien évolue vers une vision liée à l'expression de la société, se donnant en outre pour fonction d'orienter le développement éthique et moral de la vie publique et privée.

### La Société littéraire de 1842

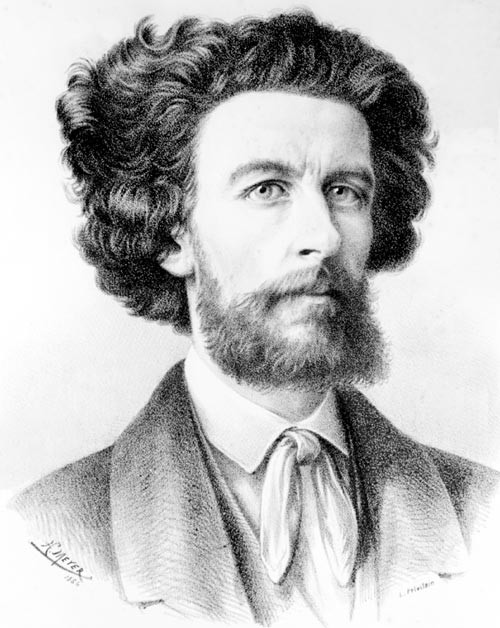
Francisco Bilbao

La création de la Société littéraire de 1842 (en), dont le discours inaugural fut prononcé par José Victorino Lastarria le 3 mai 1842, a pour objectif de favoriser la formation littéraire de la jeunesse et de promouvoir une littérature d'identité nationale, en accord avec le projet politique libéral national que soutenait la classe intellectuelle chilienne. Elle insiste sur le rôle des lumières comme facteur fondamental de progrès, favorise une création originale et propose le rejet des modèles étrangers.
Deux polémiques intellectuelles dans la presse de l'année 1842 ont pesé sur les conceptions littéraires de la Société littéraire de 1842. La première polémique, dite « controverse philologique », portait sur une série de termes et de mots utilisés au Chili et considérés comme condamnables par des écrivains tels que Pedro Fernández Garfias et Domingo Faustino Sarmiento ; la seconde portait sur l'attitude de certains écrivains tels que Vicente Fidel López, Salvador Sanfuentes, José Joaquín Vallejo, Domingo Faustino Sarmiento et Antonio García Reyes vis-à-vis du romantisme. 
L'activité de la Société littéraire de 1842 se poursuivit du 5 mars 1842 au 1er août 1843 avec un total de quatre-vingt six réunions. Son principal apport fut la publication de la revue Semanario de Santiago, qui devait avoir un rôle-clé dans le développement des revues littéraires au Chili.
Parmi les écrivains et les hommes politiques qui participèrent aux travaux, signalons Salvador Sanfuentes, José Joaquín Vallejo, Francisco Bilbao, Manuel Antonio Tocornal, Antonio Varas, Aníbal Pinto et Domingo Santa María.

### Le Réalisme
Le Réalisme est un mouvement littéraire qui se consacre à l'observation et à l'analyse de la réalité. Au Chili, il commence avec la publication, en 1862, du roman Martín Rivas d'Alberto Blest Gana et va durer jusqu'en 1947. Selon l'écrivain et critique Fernando Alegría, il présente deux courants : le réalisme romantique et le réalisme naturaliste, représentés respectivement par Alberto Blest Gana et Luis Orrego Luco.
Ces deux écrivains décrivent leur époque comme une période de transition entre le début de l'émancipation de l'héritage colonial et la fin de ce processus avec les prémices de la société capitaliste. Pour autant, les deux auteurs donnent à ce changement une réponse diamétralement opposée : Luis Orrego Luco met l'accent sur les conséquences, sur le plan des valeurs, de la mutation vers le système capitaliste, considérant ces conséquences comme majoritairement négatives, tandis qu'Alberto Blest Gana accueille positivement ce changement, considérant comme inévitable le bouleversement des mœurs. 
Hormis son œuvre maîtresse Martín Rivas, Alberto Blest Gana est aussi l'auteur de Los Trasplantados (Les Transplantés), publié en 1904. Il y analyse le comportement des Chiliens installés à Paris. De son côté Luis Orrego Luco se caractérise par des cycles narratifs qui décrivent la société chilienne de l'époque. Le premier cycle s'intitule Escenas de la vida en Chile (Scènes de la vie du Chili) et comprend les romans Playa negra, Un idilio nuevo, Casa grande et El tronco herido, écrits entre 1876 et 1929. Le second cycle narratif s'intitule Recuerdos del tiempo viejo (Souvenirs du temps vieux) et comprend En Familia et A través de la tempestad, publiés respectivement en 1912 et 1914 mais qui décrivent la deuxième moitié des années 1880 et le début des années 1890.
Autre écrivain emblématique du réalisme, Baldomero Lillo, qui publie en 1904 un recueil de nouvelles sous le titre Subterra. Baldomero Lillo y décrit les conditions de travail précaires dans les mines de charbon de Lota à la fin du XIXe siècle  et au début du XXe siècle. Subterra remporte un grand succès : la première édition est épuisée en trois mois, et reçoit un accueil favorable de la critique de son temps. En 1907 Baldomero Lillo publie Subsole, nouveau recueil de nouvelles basé sur la vie des paysans et des travailleurs de la mer.

#### Lecriollismo
Le criollismo (« créolisme ») est un mouvement littéraire apparu à la fin du XIXe siècle et qui perdure jusqu'au milieu du XXe siècle. Le criollismo est une extension du réalisme ; il vise à décrire de manière objective la vie rurale pour contribuer à sa meilleure connaissance. Le criollismo se développe en opposition à la tendance générale qui consiste à privilégier la ville comme centre de développement, au détriment de la vie paysanne. Comme l'indique l'un de ses représentants, Mariano Latorre, le roman criollista met en scène « la lutte de l'homme de la terre, de la mer et de la forêt pour créer la civilisation dans des territoires sauvages, loin des villes », dotant les personnages quotidiens d'un caractère héroïque, bien que leur combat s'achève toujours par une défaite. Parmi les premiers représentants du criollismo, les plus saillants sont Alberto Blest Gana, Baldomero Lillo et Mariano Latorre avec son roman Zurzulita, publié en 1920.

### La poésie chilienne (1900-1925)

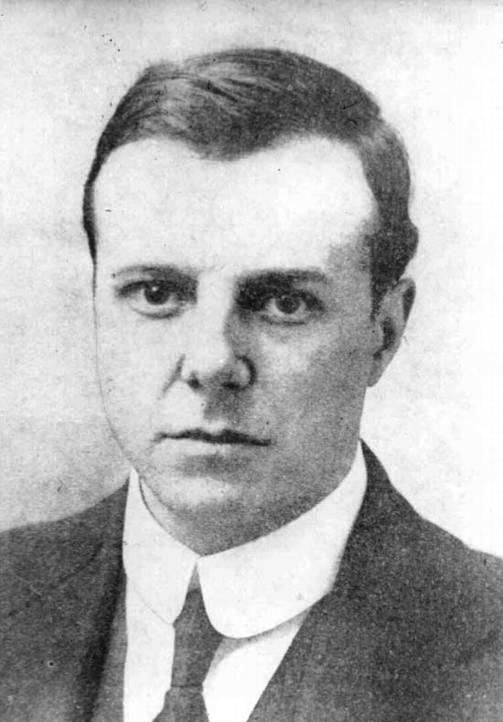
Pedro Prado
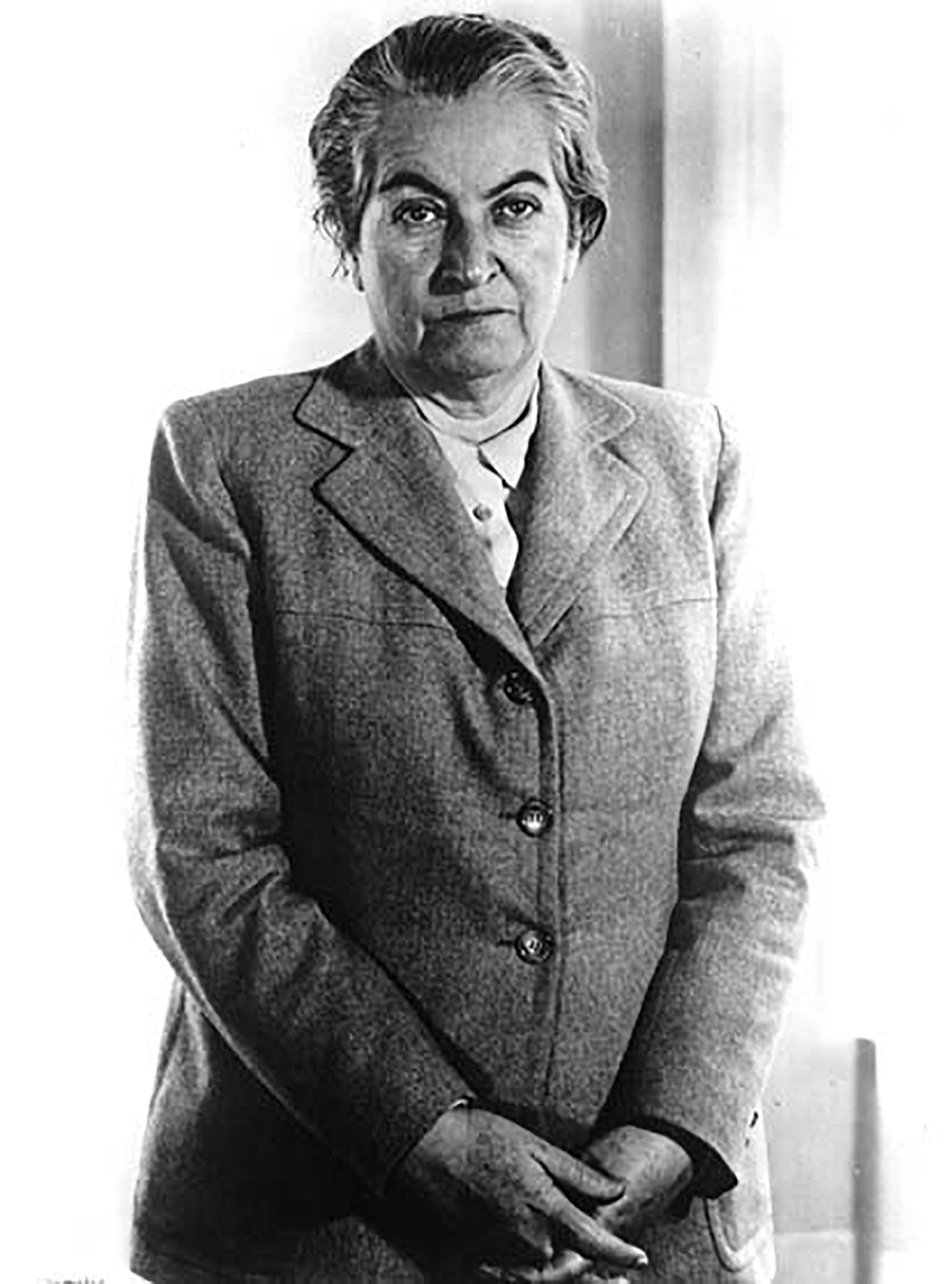
Gabriela Mistral
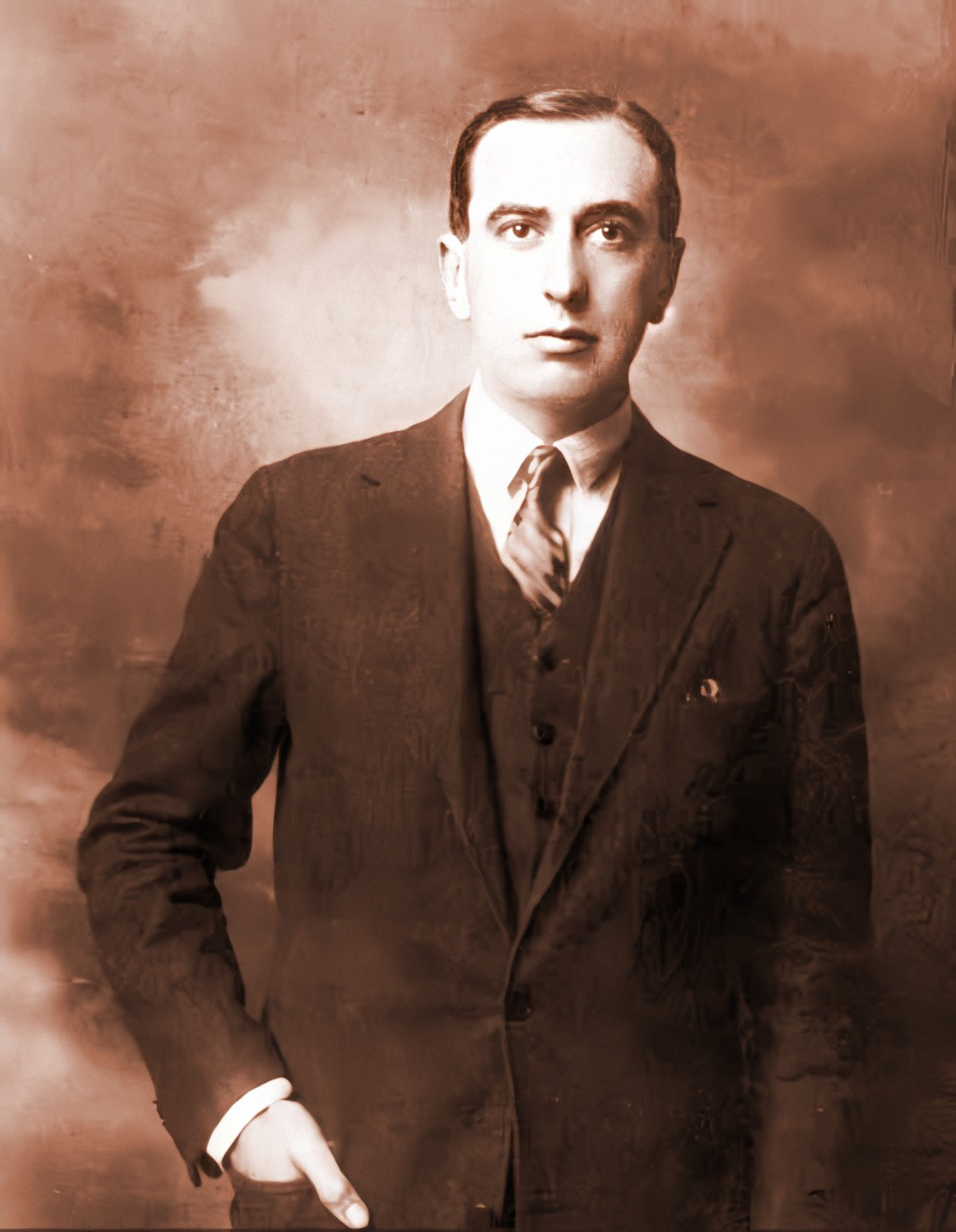
Vicente Huidobro
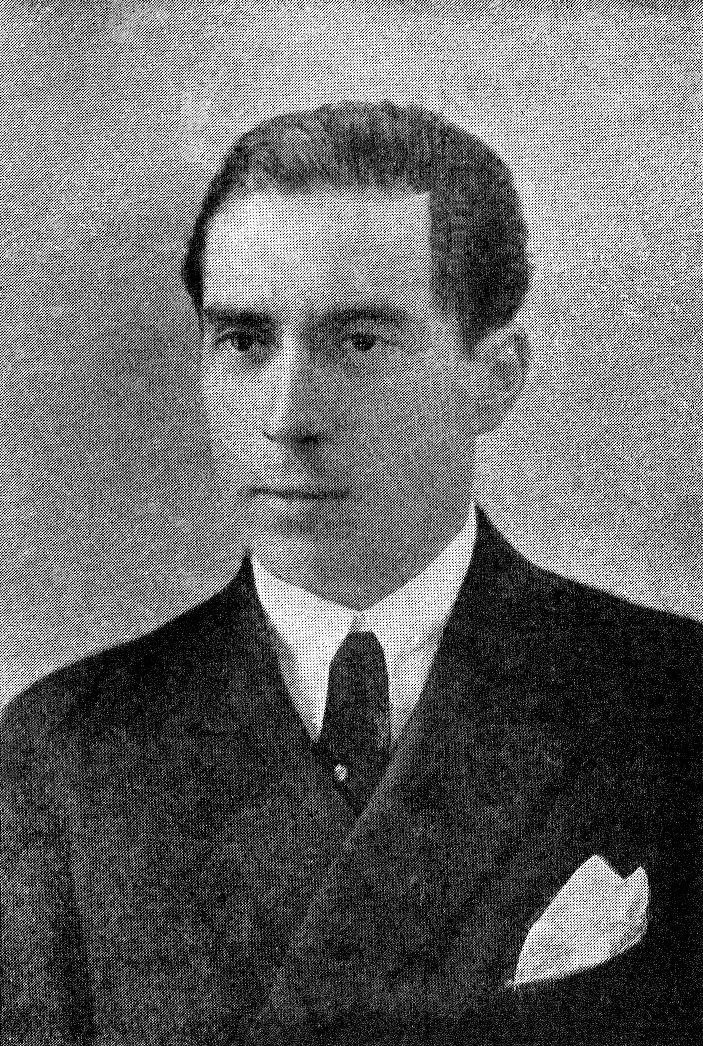
Angel Cruchaga Santa María
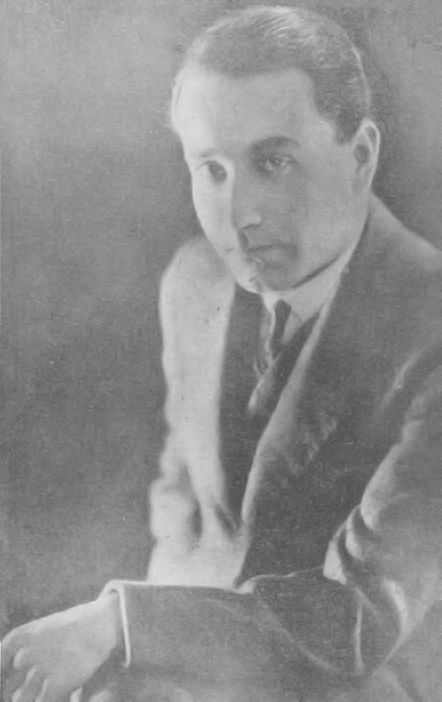
Juan Guzmán Cruchaga
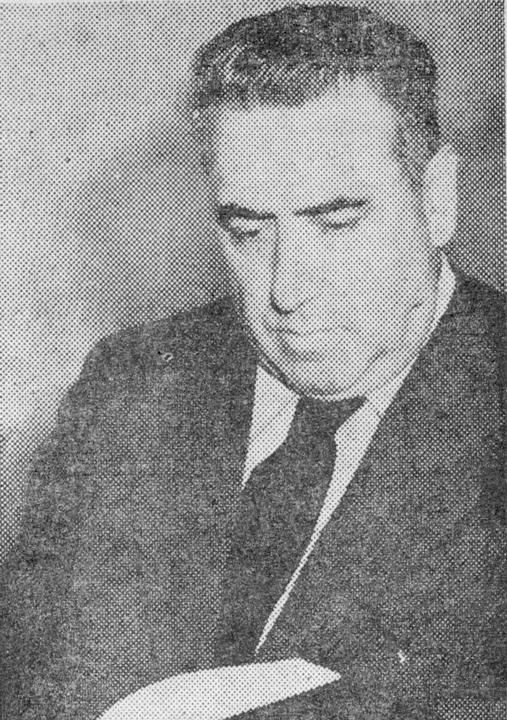
Pablo de Rokha
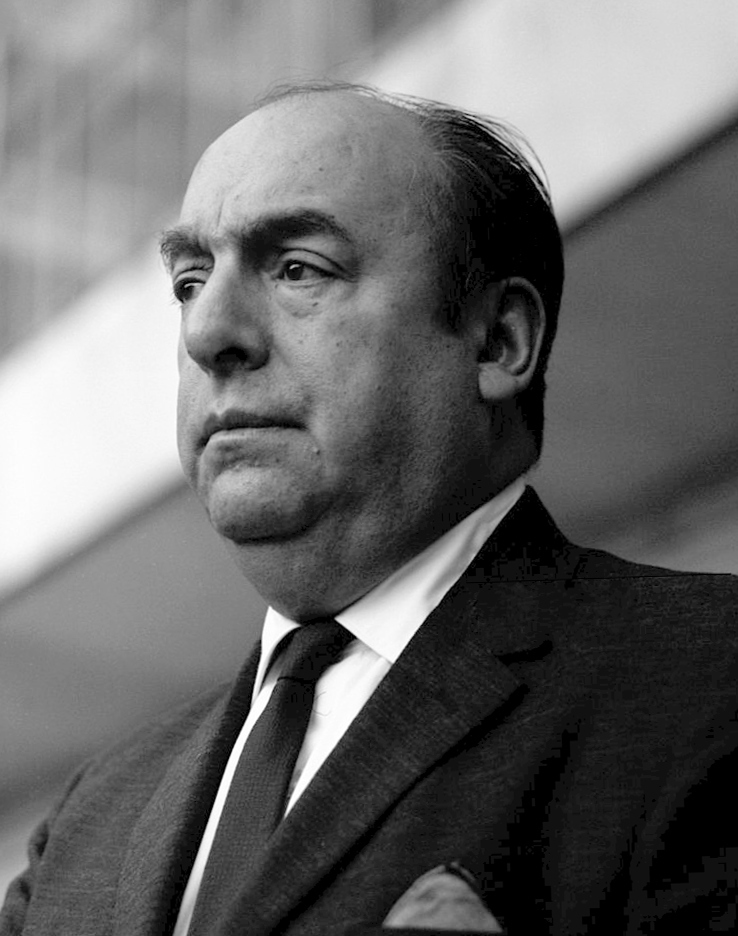
Pablo Neruda 1963

- Quatre grands de la poésie chilienne

Au cours du premier quart du XXe siècle, un groupe de poètes parvient à renouveler totalement la scène littéraire chilienne, apportant avec lui les débuts de l'avant-gardisme au Chili.
La première manifestation de ce groupe de poètes commence avec la publication de Flores de cardo (Fleurs de chardon) de Pedro Prado (es) (1886-1952) en 1908. Cette œuvre introduit au Chili le culte du vers libre et la rupture avec la contrainte métrique. Pedro Prado publie ensuite El llamado del mundo (L'Appel du monde) et Los pájaros errantes (Les Oiseaux errants), respectivement en 1913 et 1915. Il fonde le groupe artistique Los Diez (Les Dix) en 1915.
Autre figure marquante de cette période : Gabriela Mistral (1889-1957), qui remporte le concours littéraire des Jeux Floraux de Santiago le 22 décembre 1914 avec son poème Sonetos de la muerte (Sonnets de la mort). En 1919, Gabriela Mistral publie le recueil Desolación (Désolation), qui lui vaut le prix Nobel de Littérature en 1945. Elle devient la première latino-américaine à recevoir cette distinction. 
Également marquant, Vicente Huidobro (1893-1948), qui publie en 1914 Arte del sugerimiento (Art de la suggestion) et Non serviam, deux ouvrages qui annoncent le créationnisme, avant-garde littéraire fondée par Huidobro et dont le manifeste est publié dans son livre El espejo de agua (Le Miroir d'eau) en 1916 : « Le poème créationniste se compose d'images créées, de situations créées, de concepts créés ; il n'épargne aucun des éléments de la poésie traditionnelle, seulement, ici, ces éléments sont tous inventés sans aucun souci du réel ni de la vérité antérieure a l'acte de réalisation ».
Extrait de Creacionismo, Vicente Huidobro.
Après avoir résidé à Santiago du Chili puis à Buenos Aires, Vicente Huidobro part pour Paris, où il publie en 1918 une seconde édition de El espejo de agua, ainsi que Ecuatorial et Poemas Árticos qui installent le créationnisme dans l'avant-garde européenne.
Un autre poète qui apparaît à cette période : Ángel Cruchaga (es) (1893-1964), dont les écrits se caractérisent par une insistance sur le monde de l'amour et sa prédisposition à la tristesse. Son recueil Las manos juntas (Les Mains jointes), publié en 1915, est remarqué. 
Pablo de Rokha (1895-1968), de son côté, se distingue par la vision anarchiste et contestataire, polémique et tranchante qui ressort de son œuvre. À noter : El folletín del Diablo (Le Feuilleton du Diable) et Los gemidos (Les Gémissements), publiés en 1920 et 1922. En 1938, Pablo de Rokha fonde la maison d'édition Multitud, diffusée aux États-Unis, en Russie et dans toute l'Amérique latine. 
C'est à cette période également que Juan Guzmán Cruchaga (es) (1895-1979) publie Junto al brasero (Près du brasier), La mirada inmóvil (Le Regard immobile), Lejana (Lointaine), La fiesta del corazón (La Fête du cœur) et l'anthologie poétique Agua de cielo (Eau de ciel) ; ces ouvrages paraissent respectivement en 1914, 1919, 1921, 1922 et 1925.
Enfin, et comme un avant-goût de son succès dans le deuxième quart du XXe siècle, Pablo Neruda (1904-1973), qui commence sa carrière littéraire à la fin des années 1910 ; Crepusculario (Crépusculaire) et Veinte poemas de amor y una canción desesperada (Vingt poèmes d'amour et une chanson désespérée) paraissent en 1923 et 1924.

### L'Imaginisme chilien
L'imaginisme chilienne (es) est une tendance littéraire apparue en 1925, opposée au criollismo : ses auteurs rejettent l'attachement aux éléments naturels, quotidiens et conventionnels et se refusent à intégrer à leurs œuvres des éléments de la réalité nationale, des descriptions de la nature ou à transcrire le langage paysan proprement dit. Selon les historiens Luis Muñoz González et Dieter Oelker Link, les principales différences entre criollismo et imaginisme se résument dans le tableau suivant : 
|          | Criollismo                                                    | Imaginisme                                            |
| Origine  | La réalité : observation, documentation et tempérament        | L'imagination : observation, fantaisie et sensibilité |
| Nature   | Descriptive, hétérotélique et enracinée dans le fait national | Narrative, autotélique et projetée vers l'universel   |
| Fonction | Cognitive et didactique : impliquer le lecteur                | Hédoniste et récréative : libérer le lecteur          |

L'un des principaux apports de la génération imaginiste est la création, en 1928, de la revue Letras, dans le but de favoriser un dialogue international autour des arts et de la littérature. Parmi les écrivains qui se réclament de l'imaginisme au Chili, citons Ángel Cruchaga, Salvador Reyes Figueroa, Hernán del Solar, Luis Enrique Délano et Manuel Eduardo Hübner.

### La Mandrágora

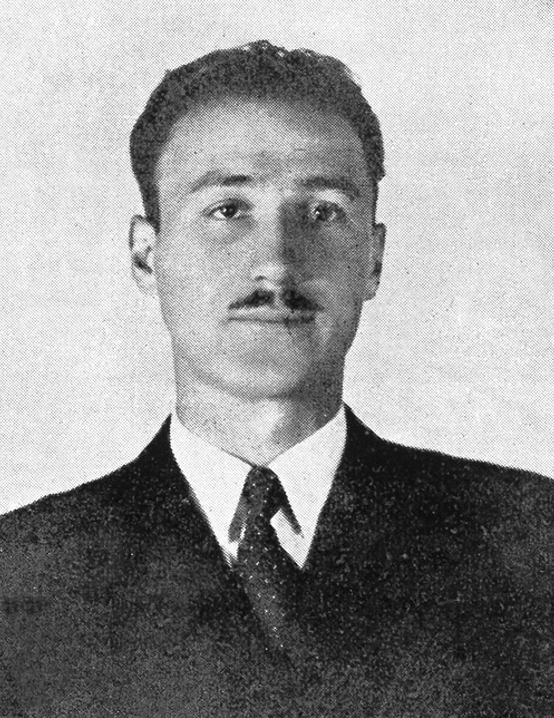
Enrique Gómez Correa.
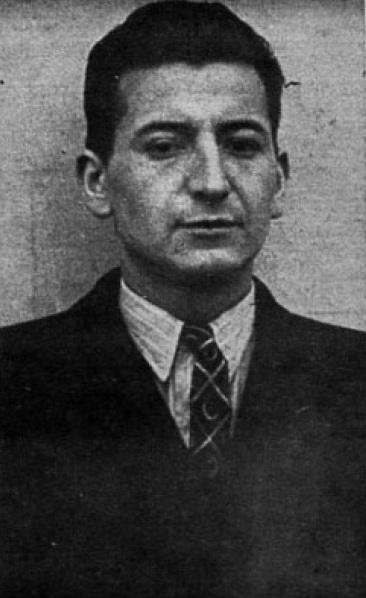
Braulio Arenas.

La Mandrágora est un groupe de poètes surréalistes chiliens fondé en 1938 par Teófilo Cid (1914-1964), Enrique Gómez Correa (1915-1995) et Braulio Arenas (1913-1988), rejoints très rapidement par Jorge Cáceres (1923-1949). Ce collectif de poètes naît et se développe à l'époque de la victoire du Front populaire et de l'accession de Pedro Aguirre Cerda à la présidence du Chili. De fait, au début, le projet poétique du groupe est lié aux phénomènes sociaux, développant un projet de socialisation radicale et mettant l'accent sur le politique. Cependant, le groupe abandonne rapidement son discours initial pour établir des liens avec le surréalisme à travers des textes personnels et des manifestes communs - un lien que Vicente Huidobro avait déjà commencé à tisser. 
Principaux apports de la Mandrágora pour la promotion du surréalisme au Chili : publication de la revue La Mandrágora de décembre 1938 à octobre 1943, conference donnée à l'université du Chili en 1939, exposition surréaliste à la Biblioteca Nacional en 1941, et une exposition surréalista internationale à la Galerie Dédalo de Santiago du Chili en 1948. De son côté, Braulio Arenas publie la revue Leit-motiv en 1942 et 1943, avec des contributions d'André Breton, Benjamin Péret et Aimé Césaire ; une relation étroite s'établit entre la Mandrágora et l'ensemble des surréalistes français. 
Ce groupe de poètes se distingue également par ses prises de position critique très connotées contre les critères établis de la poésie moderne, qui l'amènent en outre à critiquer de nombreux écrivains chiliens comme Pablo Neruda et Vicente Huidobro. 
Le groupe commence à se désagréger à partir de 1949. En 1957 Braulio Arenas, Enrique Gómez Correa y Jorge Cáceres publient l'anthologie El AGC de la Mandrágora, qui inclut un dictionnaire surréaliste et une bibliographie du surréalisme chilien.

### Le Neocriollismo

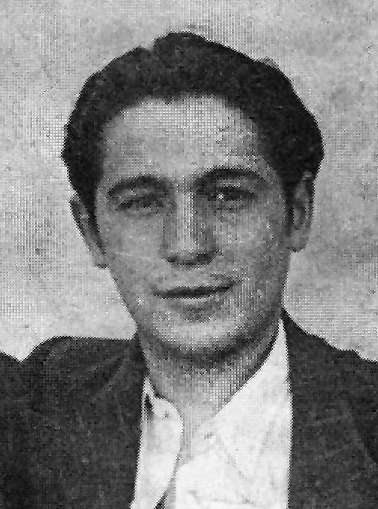
Nicomedes Guzmán.
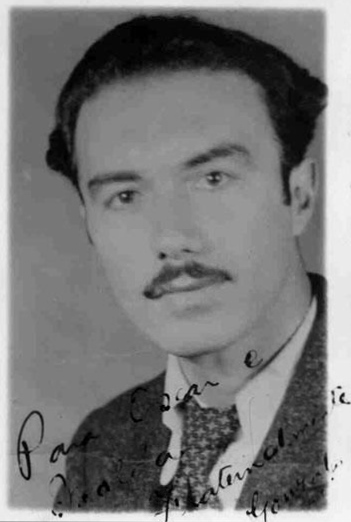
Gonzalo Drago.
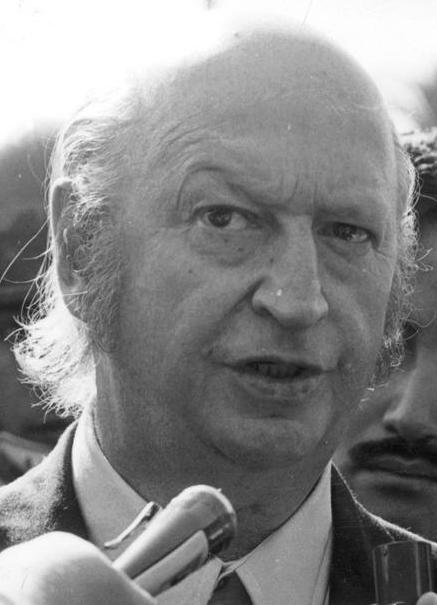
Volodia Teitelboim.
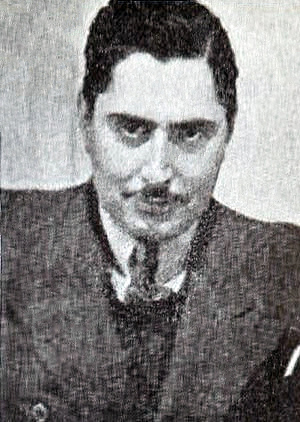
Francisco Coloane.
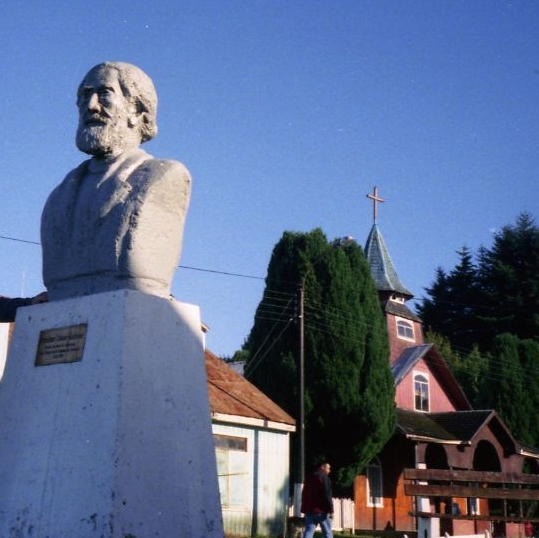
Buste de Coloane sur la place de Quemchi.

La fin des années 1930 et les premières années 1940 voient se développer la génération neocriollista : génération de 38. Ces auteurs cherchent à représenter le monde populaire dans ses dimensions sociale et humaine et se caractérisent par la tendance régionaliste très marquée qui transparaît dans leurs écrits. Le paysage politique turbulent du Chili à l'époque où se développe ce mouvement est un facteur fondamental qui pèse sur le caractère idéologique de cette génération, dont de nombreux membres adhèrent au marxisme et au militantisme politique de gauche. 
L'un des écrivains les plus représentatifs de cette génération est Nicomedes Guzmán (es) (1914-1964), dont l'œuvre traite de sujets sociaux comme « l'injustice sociale, l'exploitation, la vie misérable des banlieues, la dégradation morale provoquée par la pauvreté et la corruption du pouvoir ». Parmi ses œuvres les plus importantes, citons Los hombres oscuros (Les Hommes sombres), La sangre y la esperanza (Le Sang et l'espérance), La luz viene del mar (La lumière vient de la mer) et Una moneda al río y otros cuentos, publiés respectivement en 1939, 1943, 1951 et 1954.
Cette génération compte un autre écrivain important : Gonzalo Drago (es) (1906-1994), auteur de romans comme Cobre (Cuivre), publié en 1941, qui raconte la lutte des mineurs face à l'injustice et à une nature hostile ; Surcos (Sillons), un recueil de nouvelles paysannes publié en 1948 et El purgatorio (Le Purgatoire), roman qui décrit son expérience du service militaire et qui sera publié en 1951.
Andrés Sabella (es) (1912-1989) et Volodia Teitelboim (1916-2008) sont à mentionner pour leurs romans Norte Grande et Hijo del salitre (Fils du salpêtre) qui décrivent la vie des travailleurs du salpêtre dans le Nord du Chili. 
Nicasio Tangol (es) (1906-1981) et Francisco Coloane (1910-2002), eux, sont remarquables par leurs romans inspirés par l'extrême Sud du Chili : Nicasio Tangol révèle les coutumes, les croyances et les histoires de Chiloé et de la Patagonie chilienne et donne une remarquable description de la culture des peuples aborigènes des régions australes ; Francisco Coloane décrit le combat permanent de l'homme dans les mers du Sud. Leurs romans les plus significatifs sont Cabo de Hornos et El último grumete de La Baquedano, tous deux publiés en 1941.
Marta Brunet (1897-1967) et Maité Allamand (es) (1911-1996) sont également à signaler pour leurs romans inspirés par la vie des campagnes, notamment Montaña adentro de Marta Brunet, qui réalise un remarquable portrait du langage rural. Maité Allamand, elle, s'est spécialisée dans la littérature pour le jeune public.

### Nouveau roman chilien des années 90

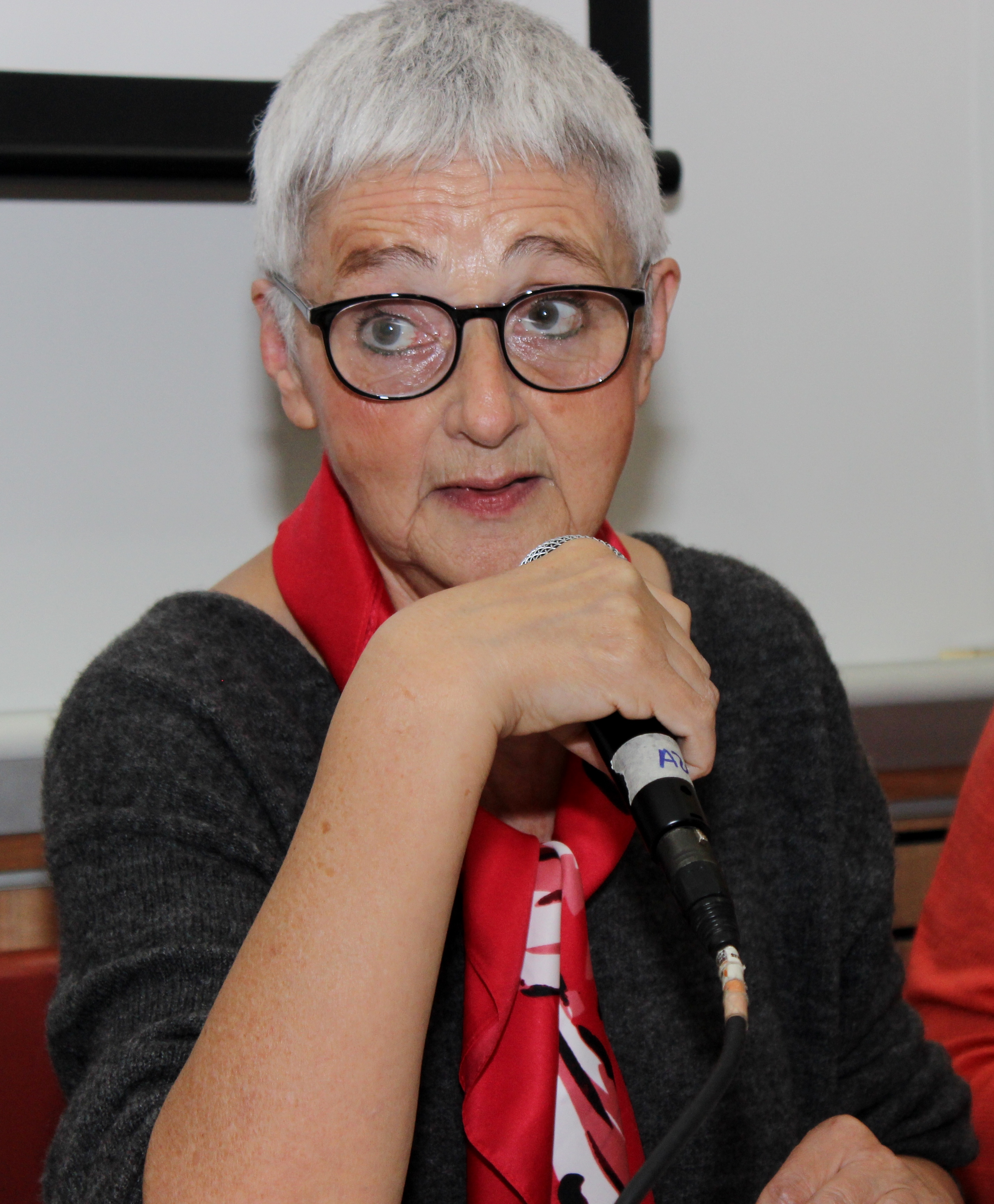
Ana María del Río.
Roberto Bolaño.
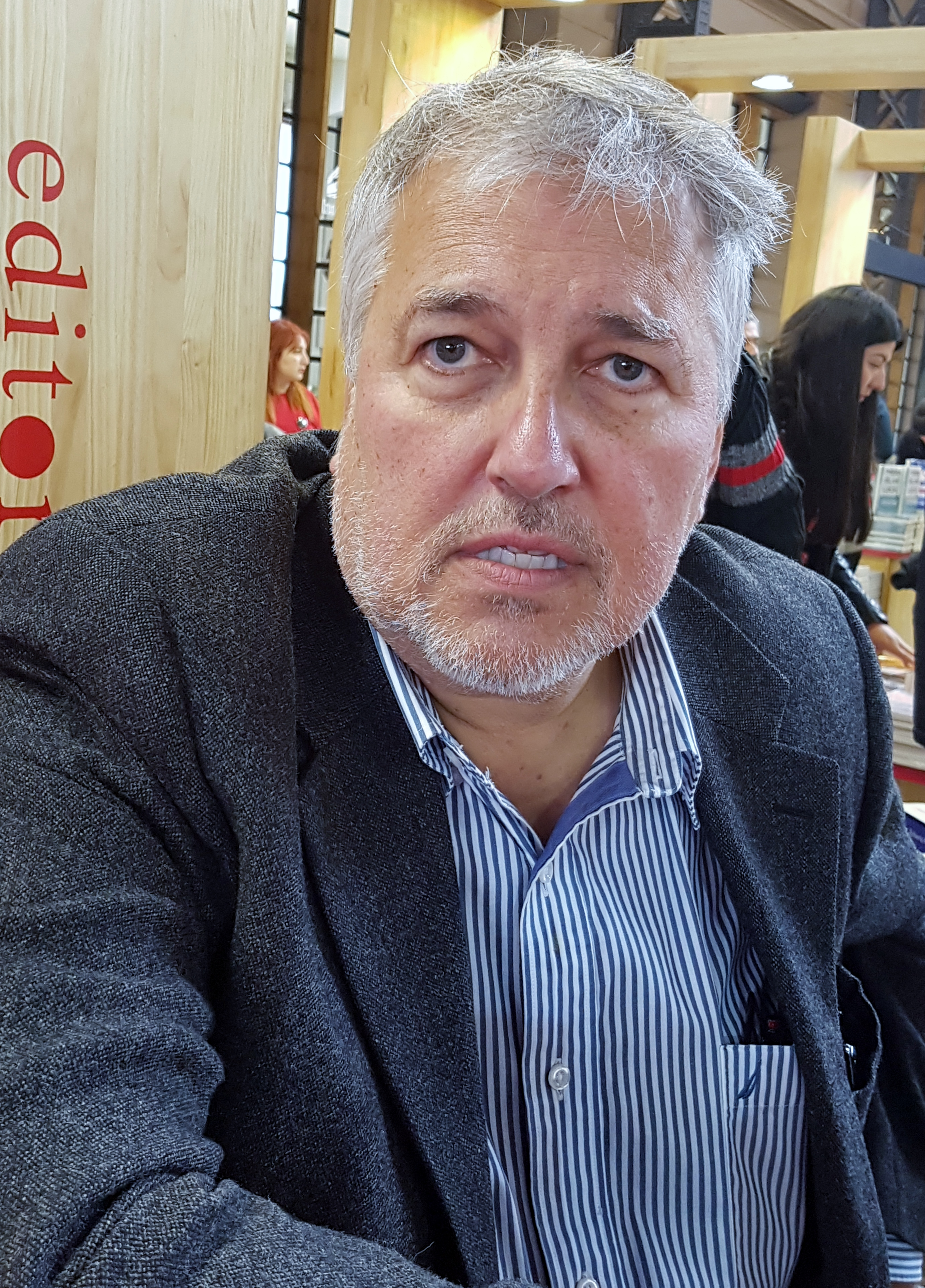
Jaime Collyer.
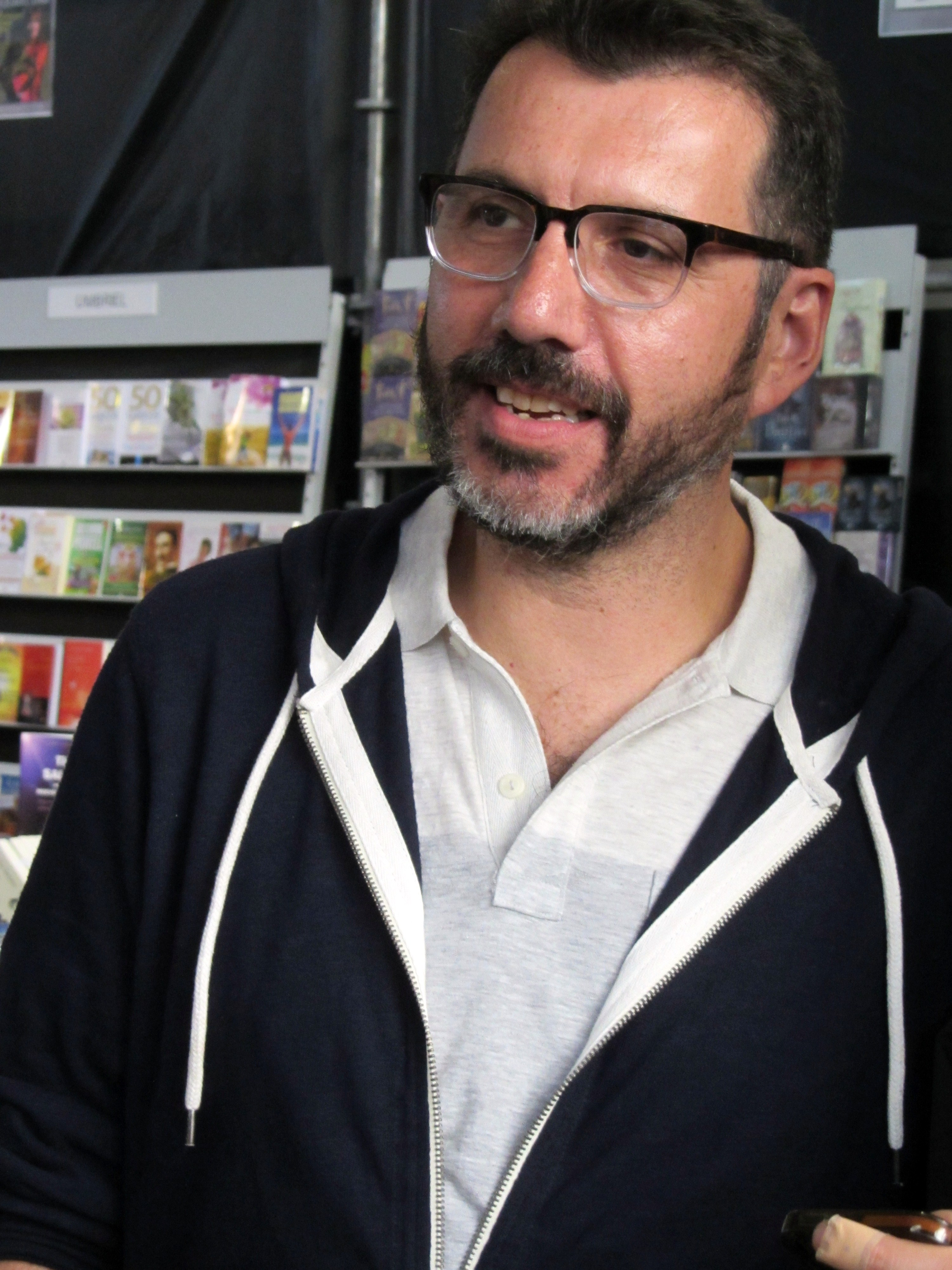
Alberto Fuguet.

La désignation de nouveau roman chilien des années 1990 (es) signe l'arrivée de nouveaux romanciers, dont Gonzalo Contreras, Alberto Fuguet, Arturo Fontaine Talavera, Carlos Franz, Ana María del Río, Carlos Cerda, Darío Oses, Marco Antonio de La Parra, José Leandro Urbina, Sergio Gómez, Pablo Azócar...
- Carlos Cerda (1942-2001)
- Ana María del Río (es) (1948-)
- Arturo Fontaine Talavera (es) (1952-)
- Marco Antonio de la Parra (es) (1952-)
- Roberto Bolaño (1953-2003)
- Jaime Collyer (1955-)
- Gonzalo Contreras (es) (1958-)
- Carlos Franz (es) (1959-)
- Pablo Azócar (es) (1959-)
- Sergio Gómez (es) (1962-)
- Alberto Fuguet (1964-)

### Littérature par/pour les enfants des années 2000
L'expression est à comprendre comme enfants (rescapés) de la dictature.

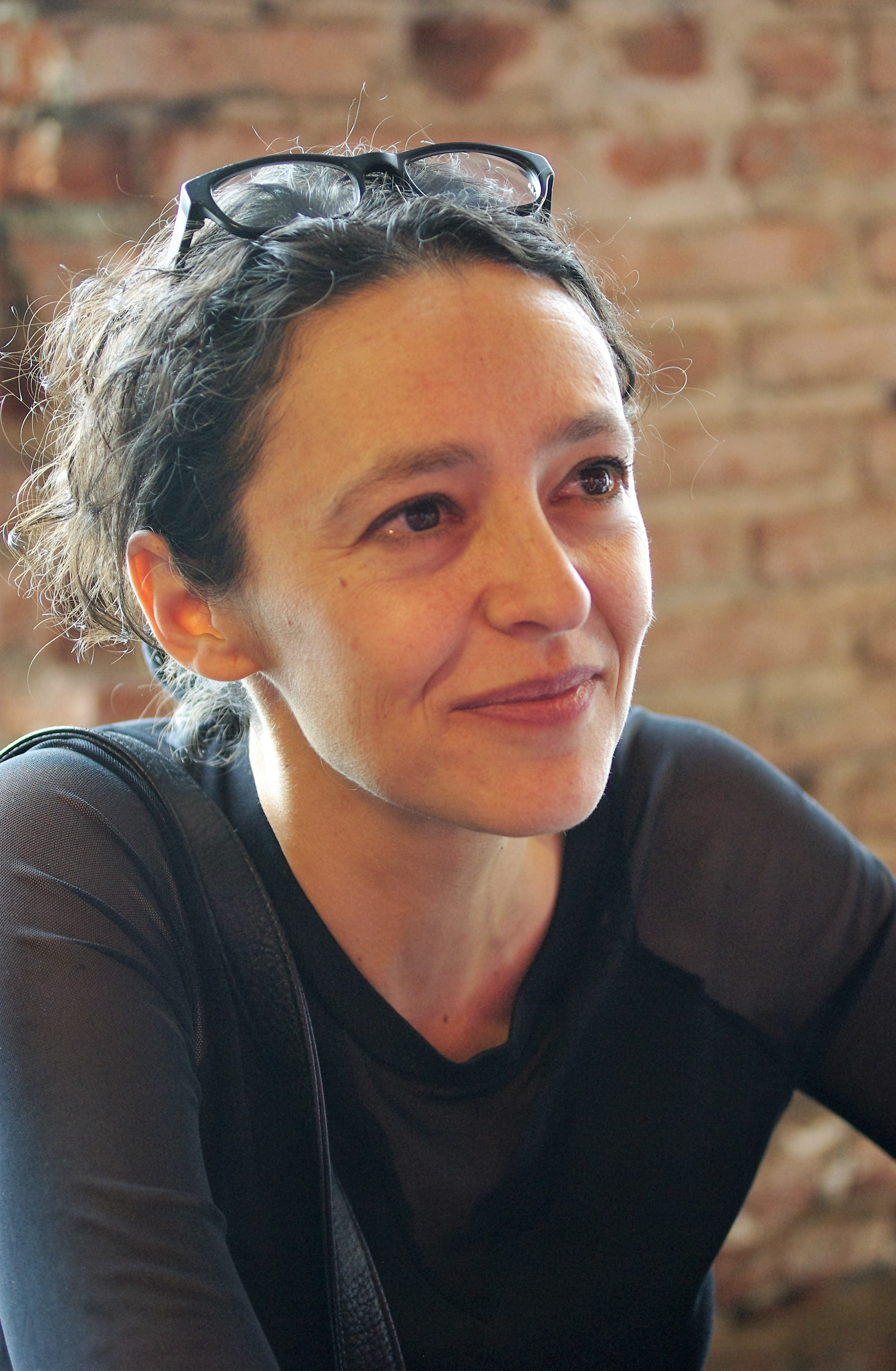
Lina Meruane.
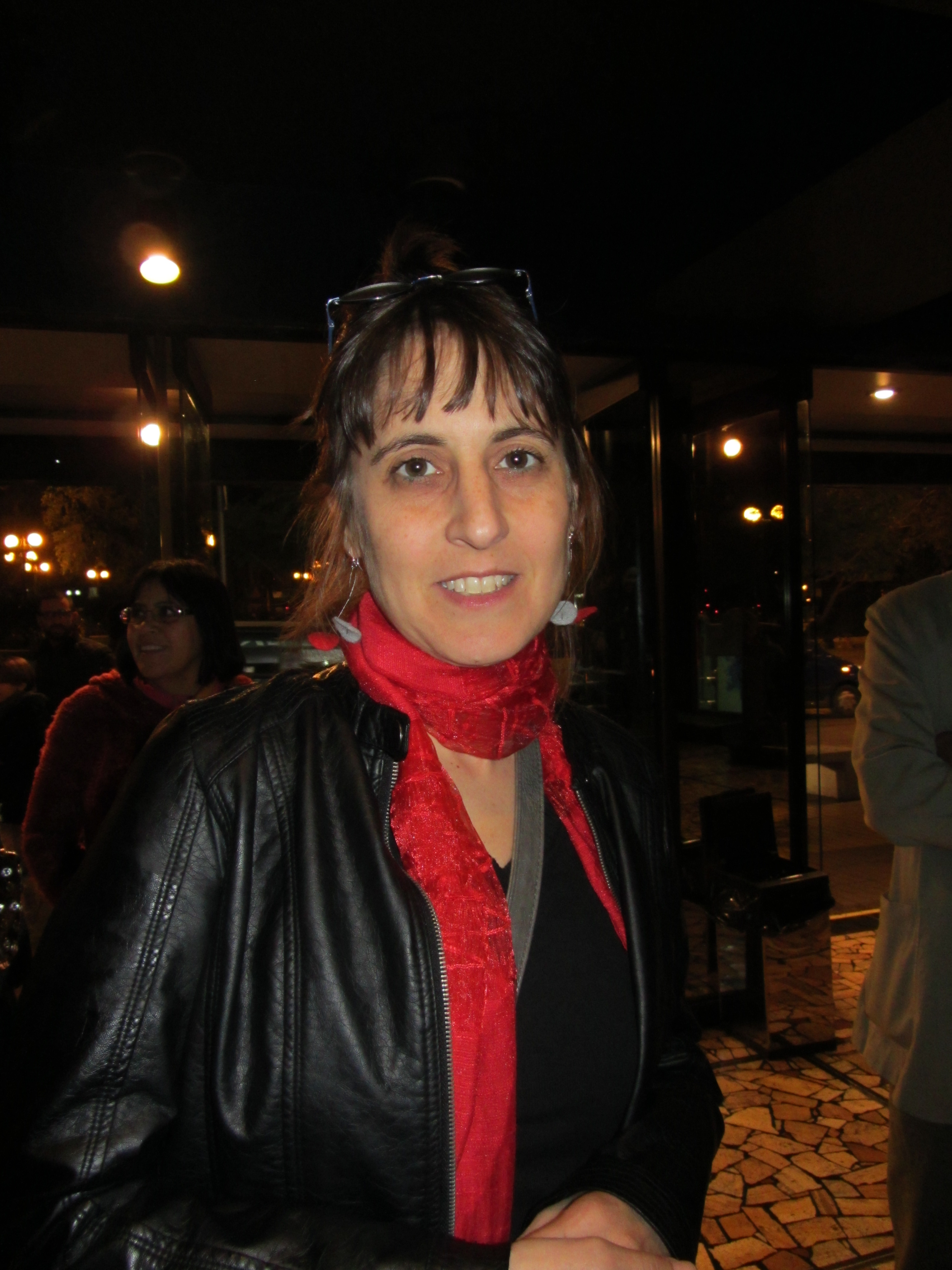
Alejandra Costamagna.
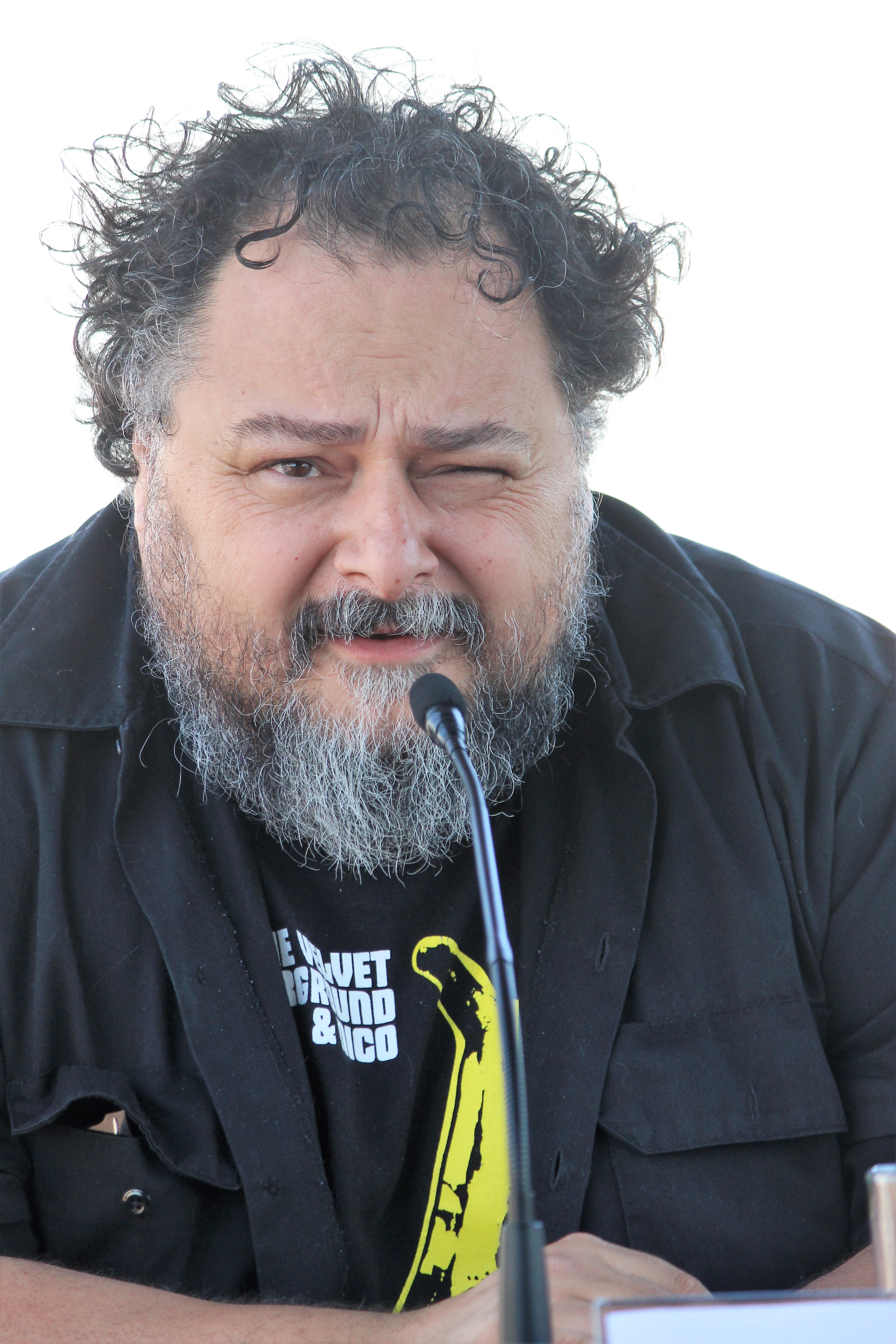
Álvaro Bisama.
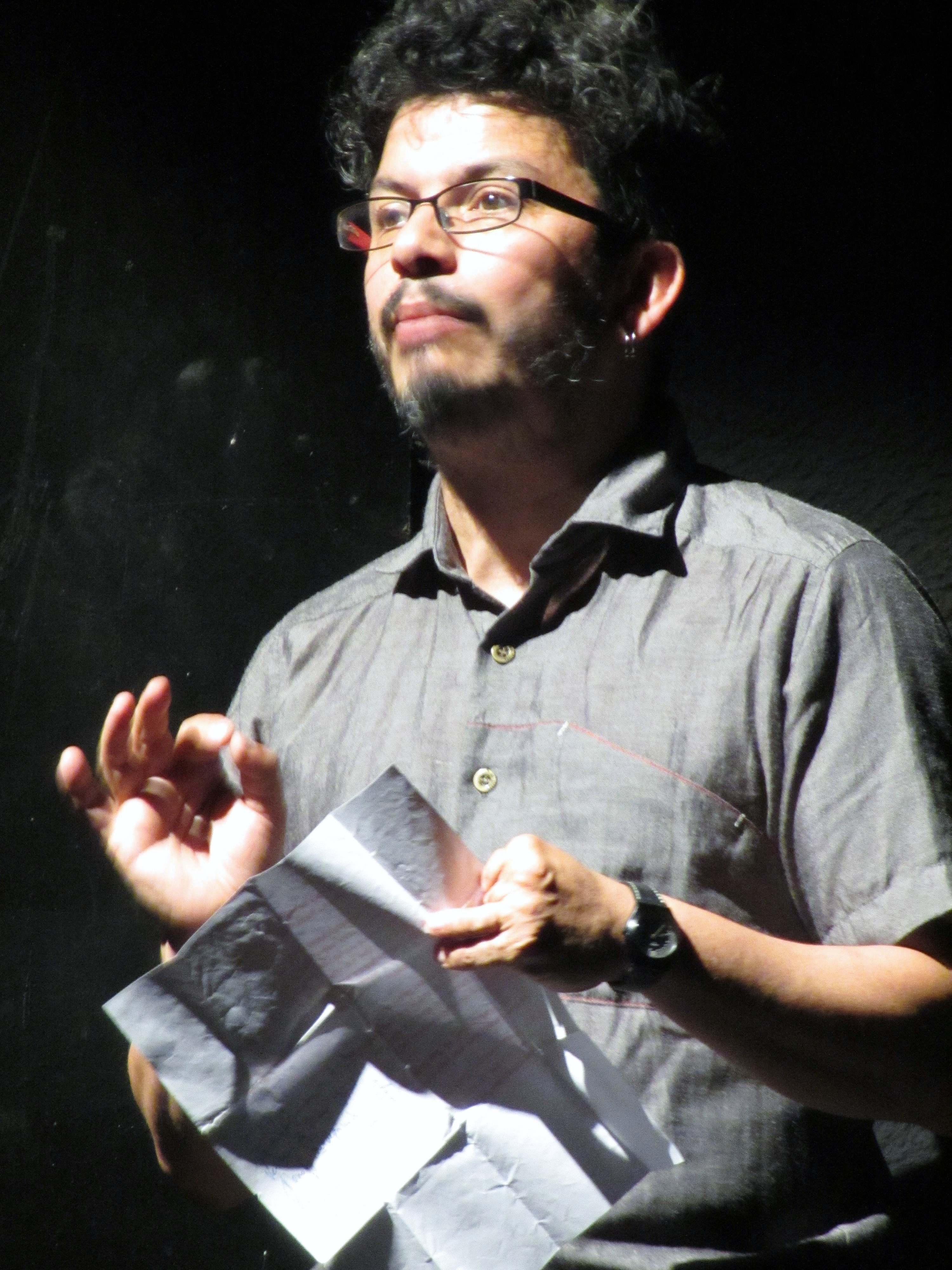
Marcelo Leonart.
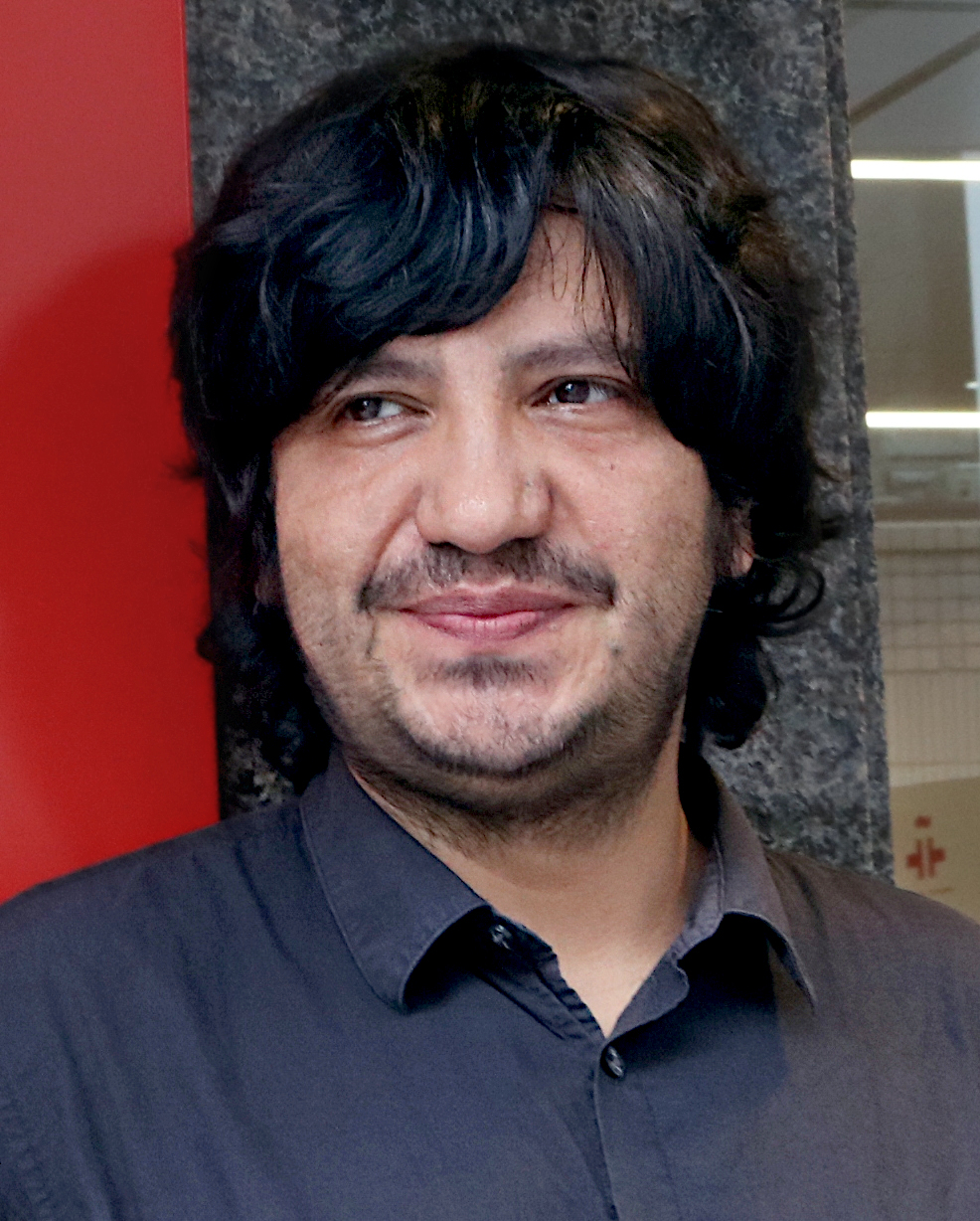
Alejandro Zambra.

- Lina Meruane (1970-)
- Alejandra Costamagna (es) (1970-)
- Rafael Gumucio (es) (1970-)
- Marcelo Leonart (es) (1970-), dramaturge
- Nona Fernández (1971-)
- Patricio Jara (es) (1974-)
- Leonardo Sanhueza (es) (1974-)
- Alejandro Zambra (1975-)
- Álvaro Bisama (es) (1975-)
- Alia Trabucco Zerán (1983-)
- José Baroja (1983-)
- Diego Zúñiga (es) (1987-)

### Poésie mapuche contemporaine
Dès les années 1950, de nombreux poètes mapuches passent à l'édition, souvent bilingue.
- Lorenzo Aillapán (1940-)
- Emilio Antilef
- Elicura Chihuailaf (1952-)
- Rosendo Huenumán García (1935-)[6]
- Jaime Luis Huenún (1967-)
- Leonel Lienlaf (1969-)
- Graciela Huinao (1956-)

## Auteurs
- Écrivains chiliens, Femmes de lettres chiliennes
- Dramaturges chiliens, Poètes chiliens, Romanciers chiliens

- Non répertoriés : 
  - Enrique Lafourcade (en) (1927-2019), Palomita Blanca (en) (1971)
  - Lina Meruane (1970-), Un regard de sang[7] (2012)
  - Leonardo Sanhueza (1974-), Diego Vargas Gaete[8](1975)

- Chanteurs chiliens (et paroliers), dont Víctor Jara (1932-1973)

### Non-fiction
- Philosophes chiliens
- Essayistes chiliens
- Psychologues chiliens
- Historiens chiliens

### Groupes
- Los Diez (es) (1914-1924)
- Los inútiles (es) (1934)
- ¿Quién es quién en las letras chilenas? (es) (1976-1985)
- Nouveau roman chilien des années 1990 (es) (1990)

## Œuvres
- Lira popular (es)

## Institutions
- Bibliothèque nationale du Chili (1813)
- Académie chilienne de la langue (1885)
- Archives Nationales du Chili (es) (1927)
- Diccionario de uso del español de Chile (es) (2010)
- Fundación Pablo Neruda (es) (1986)
- Casa Museo Vicente Huidobro (es) (2013)
- Consejo Nacional del Libro y la Lectura (es)
- Société des Écrivains du Chili (es) (1931)

### Revues littéraires
- Arúspice
- Babel
- El Correo Literario
- El Crepúsculo
- La Bicicleta
- La semana
- Letras
- Mapocho
- Nada
- Revista Nueva
- Tebaida
- Trilce

### Prix littéraires
- Prix national de littérature (Chili)
- Prix Altazor
- Premio Atenea (es)
- Premio José Donoso (es)
- Juegos Florales de Chile (es)
- Premio al Mérito Literario Internacional FILZIC “Andrés Sabella” (es)
- Premio Municipal de Literatura de Santiago (es)
- Premio Pablo Neruda (es)
- Premio Iberoamericano de Poesía Pablo Neruda (es)
- Premio Revista de Libros (es)
- Premio Iberoamericano de Narrativa Manuel Rojas (es)
- Santiago en 100 palabras (es)

#### Prix national de Littérature

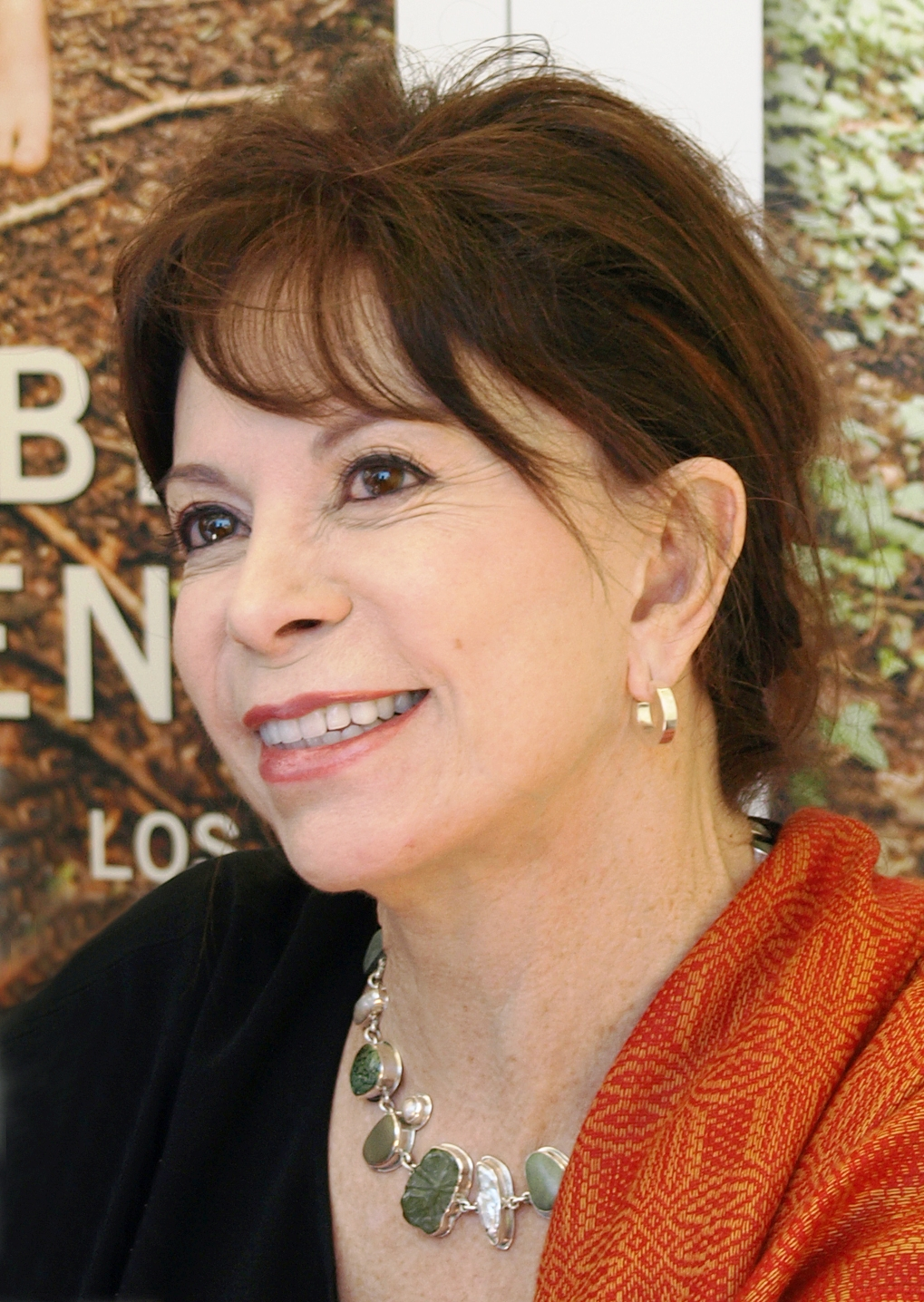
Isabel Allende, lauréate du prix national de Littérature en 2010

Le prix national de Littérature (Premio Nacional de Literatura de Chile)  est une distinction attribuée par le gouvernement du Chili par l'intermédiaire du Ministère de l'Éducation et, depuis 2003, par le Conseil national de la culture et des arts. Il est décerné à une personnalité qui a consacré sa vie aux lettres et dont l'œuvre jouit de la reconnaissance du public. Cette distinction a été souhaitée par la Société des écrivains pour lutter contre l'isolement social dans lequel vivaient les écrivains chiliens. Elle a été créée en 1942 pour le centième anniversaire de la Société littéraire de 1842 et consiste en un prix en numéraire assorti d'une pension à vie. Le prix était attribué chaque année jusqu'en 1972 ; il est maintenant remis tous les deux ans.
En 2004, le prix a été remis à Armando Uribe pour Les Sorcières en uniforme  traduit en français en 2010 et adapté en pièce de théâtre

## Prix Nobel de littérature latino-américains
- Gabriela Mistral,  Chili (1945)
- Miguel Ángel Asturias,  Guatemala (1967)
- Pablo Neruda,  Chili (1971)
- Gabriel García Márquez,  Colombie (1982)
- Octavio Paz,  Mexique (1990)
- Mario Vargas Llosa,  Pérou (2010)